# Prozracine, Djankoi
Prozracine (în ucraineană Прозрачне) este un sat în comuna Stalne din raionul Djankoi, Republica Autonomă Crimeea, Ucraina.

## Demografie
Componența lingvistică a localității Prozracine
     Ucraineană (57,14%)
     Rusă (42,86%)
Conform recensământului din 2001, majoritatea populației localității Prozracine era vorbitoare de ucraineană (57,14%), existând în minoritate și vorbitori de rusă (42,86%).